# Platycleis nigromarginata
Platycleis nigromarginata är en insektsart som beskrevs av Willemse, L.P.M. och F.M.H. Willemse 1987. Platycleis nigromarginata ingår i släktet Platycleis och familjen vårtbitare. Inga underarter finns listade i Catalogue of Life.